# Olympische Sommerspiele 1988/Teilnehmer (Türkei)
| Gelbes Symbol für Goldmedaillen mit stilisierten Olympischen Ringen | Graues Symbol für Silbermedaillen mit stilisierten Olympischen Ringen | Braundes Symbol für Bronzemedaillen mit stilisierten Olympischen Ringen |
| ------------------------------------------------------------------- | --------------------------------------------------------------------- | ----------------------------------------------------------------------- |
| 1                                                                   | 1                                                                     | —                                                                       |

Die Türkei nahm an den Olympischen Sommerspielen 1988 in Seoul mit einer Delegation von 41 Athleten (36 Männer und fünf Frauen) an 40 Wettkämpfen in neun Sportarten teil. Fahnenträger bei der Eröffnungsfeier war der Ringer Necmi Gençalp.

## Medaillengewinner

### Gold
| Name              | Sportart     | Wettkampf            |
| ----------------- | ------------ | -------------------- |
| Naim Süleymanoğlu | Gewichtheben | Männer, Federgewicht |

### Silber
| Name          | Sportart | Wettkampf                       |
| ------------- | -------- | ------------------------------- |
| Necmi Gençalp | Ringen   | Männer, Mittelgewicht, Freistil |

## Teilnehmer nach Sportarten

### Bogenschießen
| Männer - Izzet Avci Einzel: 61. Platz Mannschaft: 14. Platz - Vedat Erbay Einzel: 22. Platz Mannschaft: 14. Platz - Kerem Ersü Einzel: 34. Platz Mannschaft: 14. Platz | Frauen - Elif Ekşi Einzel: 42. Platz Mannschaft: 14. Platz - Huriye Ekşi Einzel: 41. Platz Mannschaft: 14. Platz - Selda Ünsal Einzel: 50. Platz Mannschaft: 14. Platz |

### Boxen
- Ali Çelikiz
Federgewicht: 1. Runde
- Ramazan Gül
Fliegengewicht: 2. Runde
- Kibar Tatar
Leichtgewicht: 2. Runde
- Vedat Tutuk
Bantamgewicht: 2. Runde

### Gewichtheben
- Ergün Batmaz
Leichtgewicht: 5. Platz
- Levent Erdoğan
Fliegengewicht: 16. Platz
- Ali Eroğlu
Leichtschwergewicht: 8. Platz
- Şahin Menge
Mittelgewicht: 15. Platz
- Naim Süleymanoğlu
Federgewicht: Gold

### Judo
- Alpaslan Ayan
Leichtgewicht: 19. Platz
- Temel Çakiroğlu
Halbmittelgewicht: 14. Platz
- Haldun Efemgil
Ultraleichtgewicht: 20. Platz
- Yavuz Yolcu
Halbleichtgewicht: 20. Platz

### Leichtathletik
| Männer - Ahmet Altun Marathon: 71. Platz - Zeki Öztürk 1500 Meter: Vorläufe - Mehmet Terzi Marathon: 32. Platz | Frauen - Semra Aksu 400 Meter Hürden: Vorläufe |

### Ringen
- Ahmet Ak
Bantamgewicht, Freistil: 4. Platz
- Erhan Balcı
Weltergewicht, griechisch-römisch: 3. Runde
- Necmi Gençalp
Mittelgewicht, Freistil: Silber
- Selman Kaygusuz
Federgewicht, Freistil: 3. Runde
- Erol Kemah
Fliegengewicht, griechisch-römisch: 3. Runde
- Sümer Koçak
Leichtgewicht, griechisch-römisch: 4. Runde
- Zeki Şahin
Federgewicht, griechisch-römisch: 3. Runde
- Fevzi Şeker
Leichtgewicht, Freistil: 4. Runde
- Arslan Seyhanli
Fliegengewicht, Freistil: 5. Platz
- Hayri Sezgin
Schwergewicht, Freistil: 3. Runde
- İlyas Şükrüoğlu
Halbfliegengewicht, Freistil: 6. Platz
- Mehmet Türkkaya
Halbschwergewicht, Freistil: 4. Runde

### Schießen
| Offene Klasse - Mehmet Bülent Torpil Skeet: 13. Platz | Frauen - Zeynep Oka Luftgewehr: 28. Platz |

### Schwimmen
- Hakan Eskioğlu
50 Meter Freistil: 50. Platz
100 Meter Freistil: 52. Platz
200 Meter Freistil: 52. Platz
200 Meter Lagen: 39. Platz
- Murat Tahir
50 Meter Freistil: 42. Platz
100 Meter Freistil: 44. Platz

### Segeln
- Halit Haluk Babacan
Finn-Dinghy: 24. Platz
- İbrahim Kakiş
Windsurfen: 34. Platz